# نیمکره شمالی آسمان

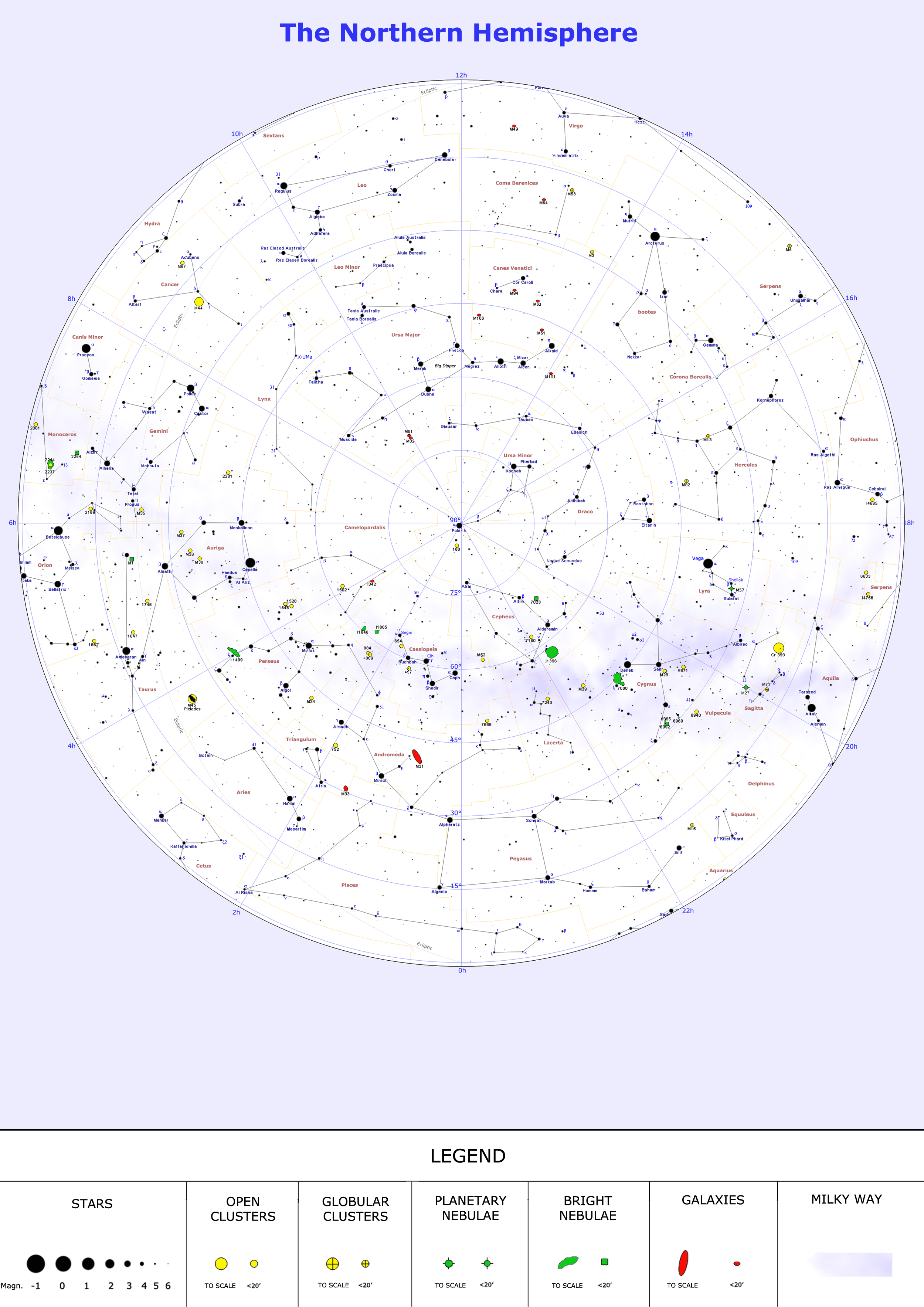
نقشه آسمان نیمکره شمالی آسمان، قطب شمال سماوی در مرکز قرار دارد.

نیمکره شمالی آسمان که آسمان شمالی نیز نامیده می شود، نیمه شمالی کره آسمان است . یعنی قسمتی از آسمان که در شمال استوای سماوی قرار دارد. این کره فرضی به دلیل چرخش زمین به سمت غرب به طور ظاهری حول قطب شمال آسمان می‌چرخد.
در قطب شمال زمین، همیشه تمام نیمکره شمالی آسمان قابل مشاهده است ولی در نیمکره جنوبی بسته به عرض جغرافیایی ناظر فقط بخشی از از این نیمکره آسمان قابل مشاهده است. 

## ستاره شناسی
در موضوع نقشه‌نگاری آسمان ، این نیمکره آسمانی را «نیمکره شمالی آسمان» می‌نامند.برای نقشه برداری آسمانی ، ستاره‌شناسان آسمان را داخل یک کره فرض می‌کنند که توسط استوای آسمانی به دو نیمه شمالی و جنوبی تقسیم شده‌است. بنابراین آسمان شمالی یا نیمکره شمالی نیمی از کره آسمانی است که در شمال استوای سماوی قرار دارد.